# Économie frontalière de la commune de Sare
Pour un article plus général, voir Sare.
Vous lisez un « bon article » labellisé en 2015.
L’économie frontalière particulière de Sare — commune française du département des Pyrénées-Atlantiques, à la frontière avec l'Espagne — s’explique par l'interpénétration des vallées, alliée à une unité linguistique, le basque, et des liens familiaux développés au cours des siècles. Enfoncée pour plus des trois cinquièmes de son territoire dans la Navarre espagnole, Sare partage la frontière avec trois communes navarraises, Vera de Bidassoa, Echalar et Zugarramurdi.
Le territoire déterminé par ces quatre localités fait l'objet, dès le Moyen Âge, d'une lutte d'influence à la fois religieuse, entre les diocèses de Bayonne et de Pampelune, et politique, entre les royaumes de Navarre et de Castille. Sare bénéficie jusqu'à la Révolution d'une autonomie administrative par rapport à l'autorité royale, conséquence de son appartenance au parlement que constitue le biltzar du Labourd, et économique, du fait de sa capacité à signer des accords de facerie avec ses trois voisines navarraises ; cette dernière est encore confirmée par le traité signé en 1957 avec Vera de Bidassoa. Jusqu'à la Révolution, on parlera de la république de Sare, et les villages navarrais serviront alors de refuge aux exilés politiques saratars.
Si l’activité pastorale a donné lieu très tôt à une compascuité naturelle sur ces terres frontalières, toujours d’actualité, les disparités de taxes et la solidarité entre les quatre communautés sont à l’origine de deux phénomènes économiques singuliers, l’apparition d'une part de points de vente peu après la frontière, du côté espagnol, les ventas, et l’émergence d’autre part de la contrebande, qui concernait initialement des produits de première nécessité, échangés entre les vallées.
Les quatorze ventas encore présentes en 1993 ont évolué au cours des années, passant, pour certaines, de l’état de simples buvettes à celui de véritables supermarchés. D’autre part, la contrebande, bénéficiant souvent de la compréhension des douaniers, a donné naissance à une population ayant pignon sur rue et fréquentant les célébrités internationales lors de leurs excursions en pays saratar.

## La frontière

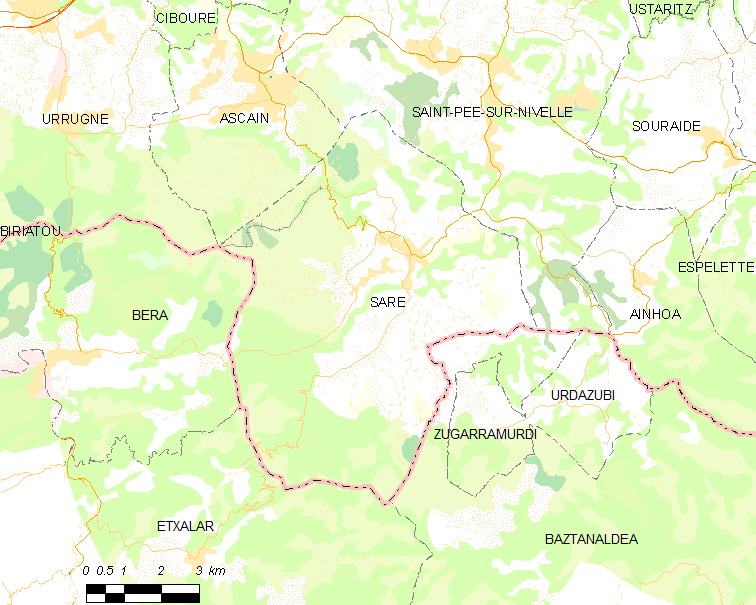
Frontières de Sare avec les communes limitrophes. Le trait rouge indique la position de la frontière entre l'Espagne et la France.

« La frontière pyrénéenne possède sa vie propre et son droit particulier ; elle ne sépare pas, elle unit […]. »

### Géographie
Sare partage 25 km de frontière avec la Navarre depuis la borne 24 proche du sommet de la Rhune, qui culmine à 905 m à l’ouest du village ; le finage commun s’achève entre les bornes 66 et 67, au ruisseau Olazur (Olazurko erreka). Le territoire communal s'étend au sud, et s’enfonce pour près des trois cinquièmes en direction des vallées des Cinco Villas et du Baztan, à travers la chaîne pyrénéenne, et la frontière est commune à trois localités espagnoles Vera de Bidassoa, Etchalar et Zugarramurdi.
La frontière est plus théorique que réelle, dans le sens où elle délaisse la ligne de crêtes au pic d’Atxuria pour suivre un tracé arbitraire, parfois rectiligne, à travers collines et vallons.

### Histoire
Cette zone a été l’objet de tensions de deux types au cours des siècles, religieuses et politiques. D’une part, une lutte d’influence au Moyen Âge entre les diocèses de Bayonne et de Pampelune, pour la suprématie sur ce territoire réputé impie ou réfractaire au christianisme, se traduit par l’ouverture des voies de pèlerinage.
D’autre part, la fondation d’une bastide — vraisemblablement par les Anglais qui occupent alors le Labourd — au quartier Ihalar de Sare est sans doute la conséquence des confrontations entre les royaumes de Navarre et de Castille, résultant de la charte d’Alphonse VIII signée en 1203, et des visées expansionnistes de la Navarre ultra-montes,.

Parmi les rares documents rescapés des destructions révolutionnaires, nous est parvenu un livre des faceries, relatant des accords pastoraux décennaux avec les communes voisines navarraises. La paroisse de Sare établit donc très tôt une communauté économique avec ses voisins espagnols de Vera de Bidassoa, Etchalar et Zugarramurdi, signant, en des lieux limitrophes des différentes paroisses, des conventions « pour vivre en paisible union, comme de tous temps, touchant herbes, eaux, pacages […] en conformité des anciens contrats passés entre les communautés ». Cette pratique s'inscrit dans une tradition pyrénéenne de compascuité que Bruno Besche-Commenge décrit ainsi, : 

« Un des traits majeurs du pastoralisme pyrénéen est la dissociation entre propriété du sol et usage des herbes, il est directement lié à une autre originalité dans la façon de conduire les troupeaux : la notion de semi-liberté, qui peut devenir liberté totale sous simple surveillance ponctuelle. La pratique de la compascuité — usage commun du même pâturage — est centrale dans ce processus […]. »

La période révolutionnaire met en exergue ces traditions d’indépendance économique, qui jusqu’en 1790, ont fait de Sare une petite république au sens propre du terme — res publica — jouissant à la fois du privilège des faceries, en dépit des guerres entre la France et l’Espagne, et d'une autonomie administrative, au sein du biltzar d’Ustaritz,. L’émigration des Saratars en territoire espagnol, pour échapper aux décisions radicales des assemblées révolutionnaires, a pour effet de renforcer les liens de connivence entre les quatre localités — Sare, Vera de Bidassoa, Etchalar et Zugarramurdi,.
La table de Lizuñaga, au pied du col du même nom et au sud de Sare — à la borne 36 très précisément — est un exemple significatif des accords existants entre cette localité et Vera de Bidassoa. La pierre que l’on peut voir aujourd’hui est la reconstitution d’une ancienne dalle qui mesurait plus de onze mètres de long sur un mètre de large, à cheval sur la frontière — sept mètres en France et quatre en Espagne — avec de part et d’autre douze grosses pierres également réparties (six dans chaque juridiction) et servant de siège aux mandataires.
Le traité de Bayonne reconnaît la survivance de ces traités comme faisant partie d’un droit pastoral coutumier. Le dernier traité, entre Vera de Bidassoa et Sare, date du 3 novembre 1957.

## Lesventas

Venta traditionnelle à Vera de Bidassoa (sélection).
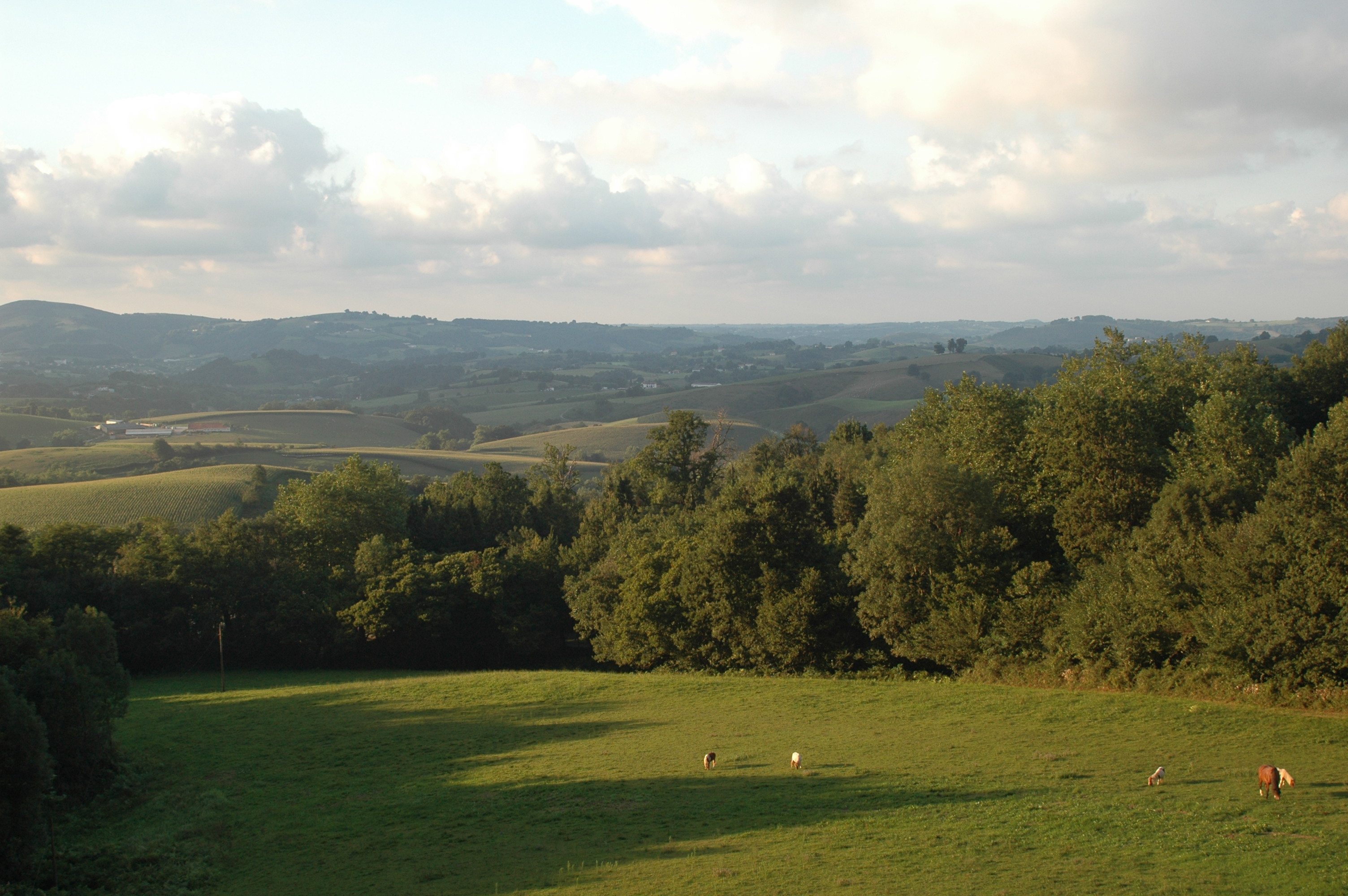
Paysage depuis la venta Anton.
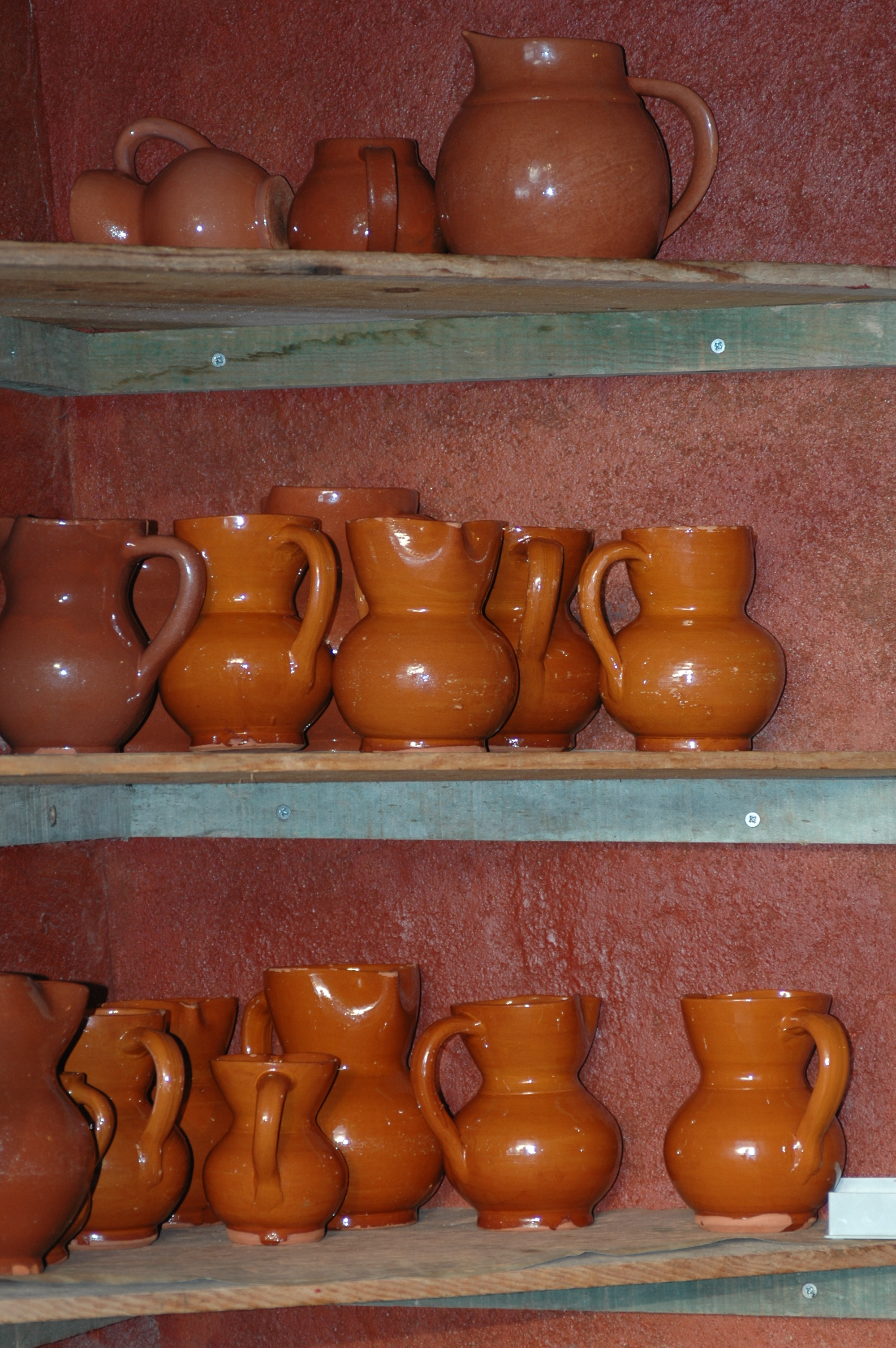
Poteries à la venta Antton.
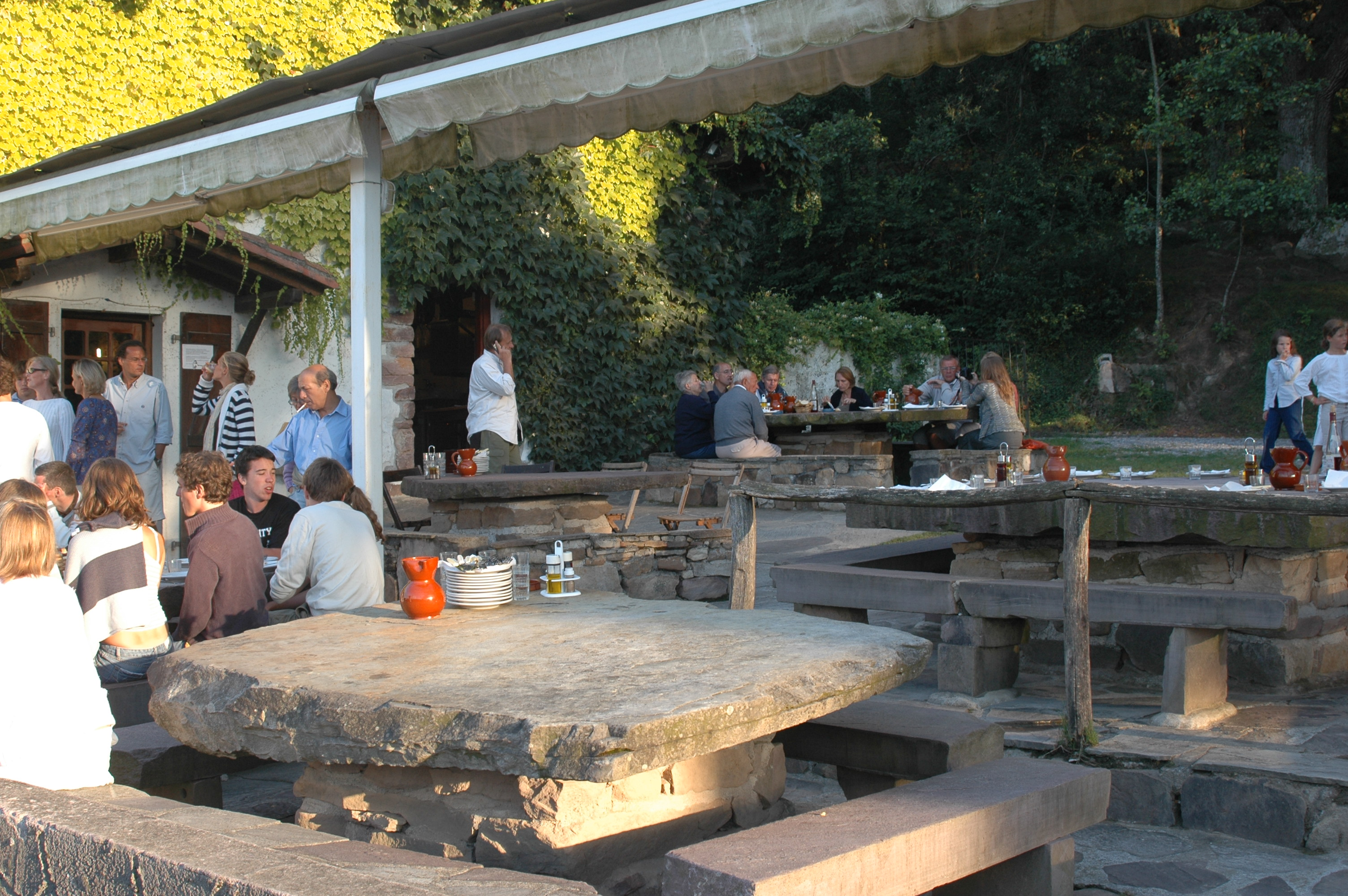
Espace repas extérieur.

L’émergence des ventas est liée à la proximité des communautés navarraises et saratare et à la disparité des prix entre certains produits français fortement taxés comparés à ceux vendus en Espagne. Des boutiques, qui à l’origine étaient principalement des buvettes proposant quelques produits locaux ou touristiques, se sont alors développées sur la partie espagnole de la frontière, devenant aujourd’hui, pour certaines d’entre elles, de véritables supermarchés. On dénombrait quatorze ventas actives en 1993, six ayant été abandonnées. Certaines de ces ventas datent du XVIIIe siècle, mais la plupart ont vu le jour au cours de la Seconde Guerre mondiale, en réaction aux restrictions alimentaires qui sévissaient alors sur le territoire français.
La commune navarraise de Zugarramurdi compte onze ventas, qui s’échelonnent sur neuf kilomètres de finage commun avec Sare, entre les bornes 66 et 56 ; cinq d’entre elles ont cessé toute activité. La frontière qui sépare la France d’Etchalar s’étend sur huit kilomètres, de la borne 56 à la borne 39, traversée par les cols des Trois Bornes, celui de Nabarlatz et enfin de Lizarrieta ; cette portion ne compte que deux ventas.
Enfin, les ventas de Vera de Bidassoa, sur la frontière qui court du col d’Ibanteli au sommet de la Rhune sur près de huit kilomètres, entre les bornes 39 et 24 sont au nombre de sept, dont six toujours actives.
Si le phénomène des ventas n'est pas unique, sur la partie espagnole de la frontière pyrénéenne d'Hendaye à Cerbère, leur concentration et la longueur du finage commun de Sare avec ses voisines navarraises constituent une particularité notable.

## La contrebande
L’unité territoriale développée au travers des accords pastoraux a également généré des conventions tacites commerciales, résultant de l’échange bilatéral de produits de première nécessité entre les vallées des deux côtés de la frontière, dans une zone caractérisée par l’unité linguistique et les liens familiaux,. Ce principe de solidarité est sous-jacent, du moins à l’origine, à la naissance locale de la contrebande, lorsque les frontières nationales — jusque-là traditionnellement immatérielles dans ce petit territoire — furent précisées et affirmées, par l'installation des bornes frontières en 1832. Le basque utilise le terme gauazko lana — travail de nuit. À Sare, l’activité de contrebande de tabac fait de la commune le foyer le plus actif de la zone frontalière, si bien qu’en 1771, « […] les jurais décident officiellement d’autoriser le commerce illicite et d’expulser les employés des Fermes […] ». En 1847, une monographie du lieutenant Vedel précise : 

« […] Il reste encore une espèce d'industrie de laquelle je n’ai pas parlé et pour laquelle les Basques sont bien adroits ; si adroits que toutes les lignes de douane ne peuvent pas les arrêter, sitôt qu'il y a le moindre bénéfice à faire, c’est la contrebande […]. Il faut les voir, les pieds nus grimper sur les hautes montagnes, franchir les ravins, se glisser comme des ombres à travers les précipices, tourner les sentiers où la place du pied existe à peine ; personne n’oserait passer de jour, là où ils s’aventurent la nuit et sans la moindre crainte, et cela, non pas pour gagner des sommes énormes, mais bien pour eux et pour leurs enfants […]. »

Cette pratique est d’ailleurs encouragée par l’Église qui déclare en chaire locale que « la contrebande n’est un péché que si vous vous laissez prendre ».

### Les produits
Dans cette région à dominante pastorale et où la compascuité est toujours vivante, le bétail — ovins et chevaux — a traditionnellement fait l’objet de tractations et d’échanges.
Les produits en cuir ou textiles, ou les sonnailles font également partie des objets de première nécessité échangés, comme par la suite, les besoins évoluant, les épices et le cacao.
Le décalage de développement industriel, plus tardif en Espagne, voit circuler des produits manufacturés comme les pneus, les bas en nylon, et certains produits de luxe, notamment des foulards et des parfums. Le troc se fait alors avec de l’alcool et du tabac venant d’Espagne. Des pièces des Citroën Traction Avant ont également passé la frontière à dos de mulets, pour être remontées de l’autre côté de la frontière,.
Le chiffre d'affaires annuel de la contrebande, dans les années précédant 1960, atteignait plusieurs milliards d'anciens francs,. Les pertes, liées aux saisies douanières, étaient alors assurées par le Lloyd's of London, le remboursement se faisant sur production de la preuve de la perte financière, généralement justifiée par le montant obtenu lors de la vente aux enchères des biens saisis.

### Les douanes
Survivance des péages percevant des taxes sur les marchandises traversant la frontière navarro-labourdine, le bureau des douanes — dénommées tablas, du nom de la grande dalle de pierre sur laquelle les marchandises étaient exposées — fut installé dans les années 1910 à Iturraldeaberria.
Avant cette date, les bureaux de douane espagnols s’étaient avancés depuis l’Èbre jusqu’à la frontière avec la France, à compter du décret royal du 29 octobre 1941. Les premiers douaniers furent installés à Dancharinea et Elizondo, puis à Vera de Bidassoa, Echalar et Errazu. Du côté français, c’était à Saint-Pée-sur-Nivelle, ainsi qu’au col de Saint-Ignace et, déjà à Sare, à Haranberria, qu’étaient localisés les bureaux de douane. Il y avait 45 douaniers à Sare en 1931, et pour la plupart, ils habitaient avec leur famille dans la maison dite aujourd'hui Kazerna. Les postes fixes disparurent à partir de 1982.

### Contrebandiers célèbres

Personnalités ayant fréquenté des contrebandiers (sélection).
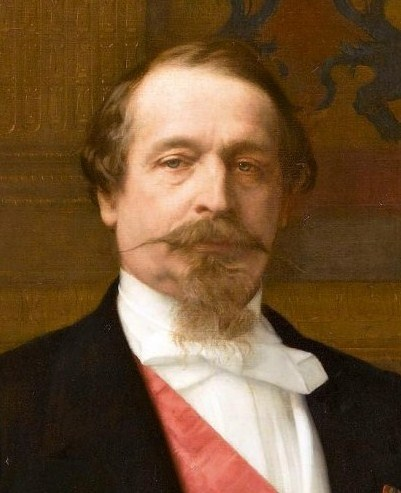
Napoléon III par Cabanel.
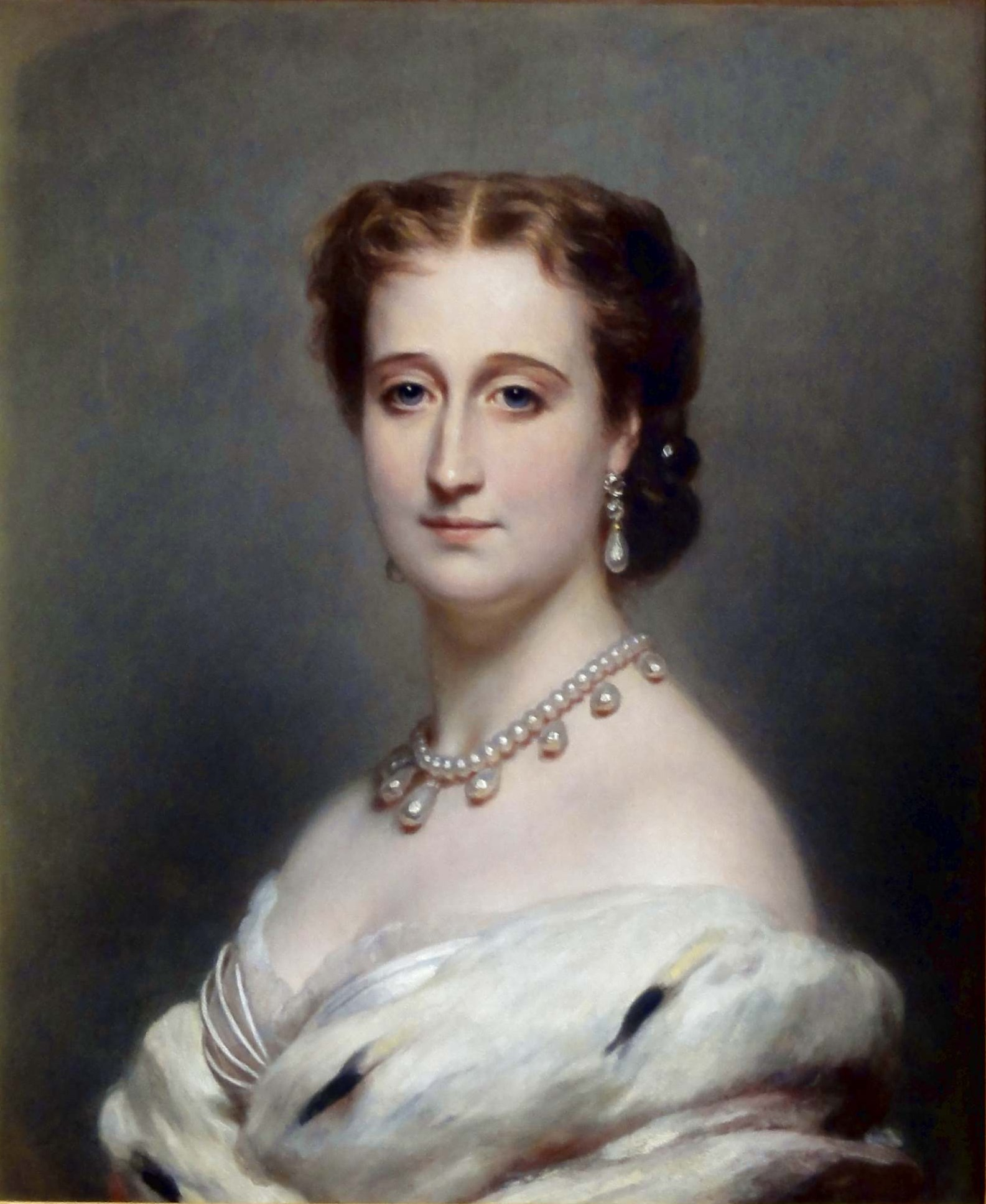
Eugénie de Montijo par Winterhalter.
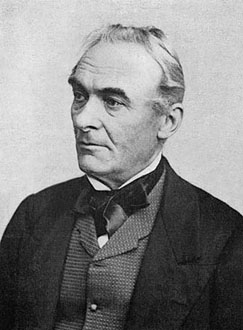
Prosper Mérimée.
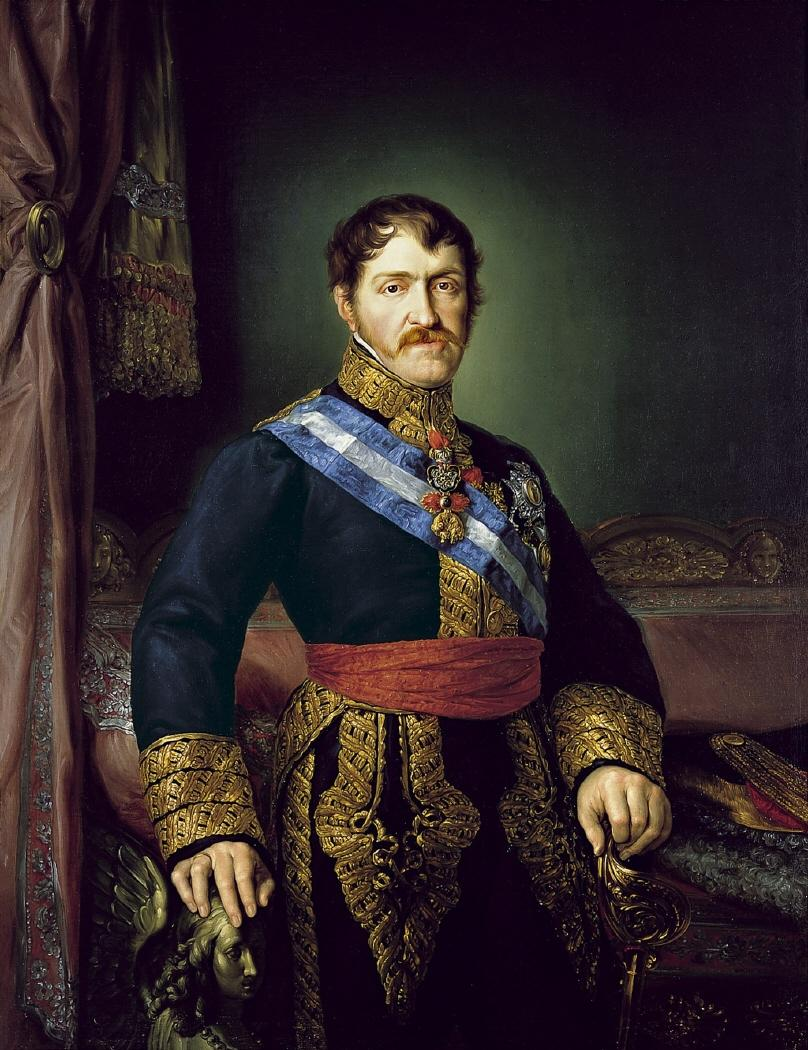
Charles de Bourbon.
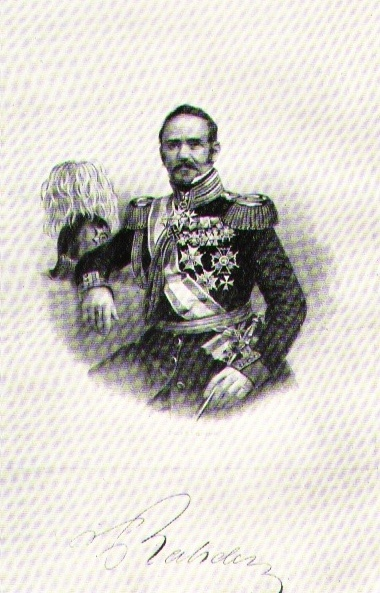
Wilhelm von Rahden.
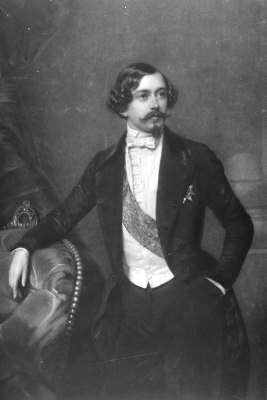
Felix Lichnowsky.

Certains contrebandiers sont entrés dans l’histoire, grâce à leur proximité avec des visiteurs illustres. C’est le cas de Michel Dihursubehère (1818 - 1877) qui accompagne, le 20 septembre 1858, le couple impérial Napoléon III - Eugénie de Montijo dans l’une de leurs excursions vers les grottes de Sare. Le docteur Ernest Barthez de Marmorières, médecin de Napoléon III, décrit ainsi la rencontre : 

« […] nous nous sommes mis en route 25 personnes environ, sans compter les domestiques et les caisses de vivres, deux chars à bancs et un omnibus. Les domestiques et les vivres en bas de l’omnibus, les maîtres sur l’impériale et haut perchés […] Nous avons dû plusieurs fois descendre pour plus de sûreté et notamment à un village du nom de Saint-Pée où nous avons trouvé les routes très étroites et sur des ruisseaux peu profonds, des ponts vermoulus peu solides. Après avoir couru pendant 3 heures, nous sommes arrivés à la porte de Monsieur Michel. Ce monsieur est tout bonnement le roi du pays. C’est un commerçant … en contrebande. Les douaniers français le protègent et l’aident à faire la contrebande de France en Espagne […]. »

Dès lors, il devient un hôte incontournable lors des promenades du couple impérial dans la région saratare. Profitant de la mobilisation des douaniers pour l’escorte de l’empereur, la contrebande redouble d’activité lors des pique-nique impériaux.
Selon Guy Lalanne, ce personnage fournit des chevaux de luxe à l’empereur et organise pour lui, des courses de taureaux à Bayonne. Son activité devient plus rocambolesque encore, parce qu’il est connu pour avoir transporté un piano qui se révéla être un canon démonté, durant les conflits liés à la troisième guerre carliste, qu’il devait livrer au curé Santa Cruz.
Prosper Mérimée est un autre habitué des promenades impériales, et il témoigne de la proximité de Michel Dihursubehère avec la cour : 

« 21 septembre 1866, […] Michel nous a amené voir des grottes très curieuses à deux lieues de Sare. Nous étions vingt-cinq à cheval et six femmes en cacolets. Bien entendu, il y a eu des cacolets cassés et des culbutes. Une des grottes est le lit d’un grand fleuve souterrain, orné de chauve-souris, de stalactites […]. Dans une autre caverne à une lieue de là, mais en France, nous avons trouvé une vingtaine de contrebandiers qui ont chanté des airs basques en chœur, avec accompagnement de galoubet. […] L'impératrice avait chargé Monsieur Michel de veiller sur le prince impérial qu’il a fait passer, lui et son poney, par les chemins les plus impossibles que vous puissiez imaginer, ayant autant de soin de lui que d’un ballot de marchandises prohibées. Nous nous sommes arrêtés une heure dans sa maison de Sare où nous avons été reçus par ses cinq filles qui sont des personnes bien élevées, bien mises, et nullement provinciales, ne différant des Parisiennes que par la prononciation du « r » qui pour les Basques est toujours « rrh » […]. »

Michel Dihursubehère est le neveu d’un autre personnage portant même nom et même prénom (1790 - 1841), connu pour avoir organisé des passages clandestins lors de la première guerre carliste. Ainsi, Charles de Bourbon, prétendant à la couronne d’Espagne, passe grâce à lui, la frontière à la hauteur de la borne frontière 63. D’autres volontaires carlistes, comme Wilhelm von Rahden (es), Félix Lichnowsky, Fernand Alfred von Stolberg — inhumé au cimetière de Sare — lui doivent également d’être entrés en Espagne sans encombre.
Il faut également citer Paul Dutournier, maire de Sare de 1947 à 1971, qui se surnommait lui-même le « maire des contrebandiers » ; il participa, en 1939, au tournage du film Ramuntcho, qui fut l’occasion d’épisodes de contrebande opportunistes, comme le passage de pottoks nécessaires au tournage, plus nombreux à l’aller qu’au retour, le développement des pellicules en Espagne, ou la production d’un orchestre surprenant comprenant un bon nombre de contrebandiers, aux côtés de Luis Mariano.

Enfin, en 1947, s’adressant à la municipalité de Sare, alors composée de « dix-huit contrebandiers » et d’un brigadier des douanes, Winston Churchill, venu décorer un Saratar de la médaille de la Résistance, porte le toast suivant : 

« À vous autres contrebandiers basques… après tout, vous n’êtes jamais que les précurseurs de l’Europe […]. »

### La contrebande aujourd'hui
Selon le Musée national des douanes, la contrebande se caractérise depuis le XXe siècle par sa prise en main par le grand banditisme, se concentrant en particulier sur le trafic d'armes et de drogues, et bénéficiant de nouveaux moyens de communication. Le portage à dos d'homme est à présent délaissé pour l'utilisation de camions, de cargos ou d'avions. Dès lors, la contrebande traditionnelle connue à Sare semble avoir disparu, bien que, sporadiquement, les tribunaux soient appelés à trancher sur des cas litigieux, comme en 2009, pour l’utilisation de produits vétérinaires achetés dans une venta locale.
Certains sentiers empruntés naguère par les contrebandiers font aujourd'hui l'objet d'une mise en valeur touristique par la mise en place d'un balisage pour randonneurs, et depuis 1961, l’organisation de la course des contrebandiers, durant laquelle deux représentants par village s’élancent sur les chemins de montagne avec une charge de 8 kg sur les épaules pour les hommes et 4 kg pour les femmes.

## Pour approfondir